# Peterborough United Football Club
Il Peterborough United Football Club, noto anche come Peterborough United ma soprattutto come Peterborough, è una società calcistica inglese fondata nel 1934 e con sede a Peterborough. Milita in League One, terza serie del campionato inglese.
I componenti di questo club vengono soprannominati Posh.

## Storia
Nei primi decenni di vita il club è impegnato nella vecchia Midland League, con sporadiche apparizioni nella Second Division. Nella stagione 1965-1966 il club raggiunge uno dei risultati più prestigiosi della sua storia, raggiungendo la semifinale di Coppa di Lega (si tratta del miglior risultato del club fino a quel momento in un qualunque trofeo maggiore, rimasto ineguagliato anche nel mezzo secolo successivo).
Gli anni '80 furono funestati dalla cattiva gestione che portò i Posh sino alla retrocessione in Fourth Division.
Gli anni seguenti furono più propizi. Dopo essere tornati in Third Division, nella stagione 1991-1992 i Posh eliminarono dalla Coppa di Lega il Wimbledon e il Newcastle United e pareggiarono in casa 1-1 con il Liverpool di Bruce Grobbelaar, Jan Mølby, Steve McManaman, Dean Saunders e Mark Wright. Sempre nella stessa stagione il Peterborough United disputò la sua prima gara al celebre stadio di Wembley, dove si impose con il risultato di 2-1 sullo Stockport County.
Il 19 aprile 2008 il club è stato promosso nella League One, la terza serie, dopo la vittoria per 1-0 sull'Hereford United. Un anno più tardi ha conseguito una storica promozione in Championship. Nella stagione 2013-2014 vince il Football League Trophy, competizione in cui in precedenza aveva già raggiunto le semifinali nelle stagioni 1991-1992 e 1996-1997.
Il più celebre giocatore del Peterborough United è Terry Bly, che nella stagione 1960-1961 mise a segno ben 52 reti.
Nella stagione 2020-2021 i "Posh" ottengono la promozione in Championship a una giornata dal termine del campionato, salvo poi retrocedere l'anno dopo, tornando dunque in League One.

## Allenatori
- 1934-1935  Jock Porter
- 1935-1936  Jock Porter
 Fred Taylor
- 1936-1937  Fred Taylor
- 1937-1938  Bert Poulter
- 1938-1948  Sam Haden
- 1948-1949  Jack Blood
- 1949-1950  Jack Blood
 Jim Smith
 Bobby Gurney
- 1950-1951  Bobby Gurney
- 1951-1952  Bobby Gurney

commissione
- 1952-1953  Jack Fairbrother
- 1953-1954  Jack Fairbrother

commissione
- George Swindin
- 1954-1958  George Swindin
- 1958-1962  Jimmy Hagan
- 1962-1963  Jimmy Hagan
 Johnny Anderson
 Jack Fairbrother
- 1963-1964  Jack Fairbrother
 Johnny Anderson
 Gordon Clark
- 1964-1967  Gordon Clark
- 1967-1968  Gordon Clark
 Norman R8igby
- 1968-1969  Norman Rigby
 Jim Iley
- 1969-1972  Jim Iley
- 1972-1973  Jim Iley
 Jim Walker
 Noel Cantwell
- 1973-1977  Noel Cantwell
- 1977-1978  John Barnwell
- 1978-1979  John Barnwell
 Billy Hails
 Peter Morris
- 1979-1982  Peter Morris
- 1982-1983  Martin Wilkinson
 Bill Harvey
- 1983-1986  John Wile
- 1986-1987  John Wile
 Lil Fuccillo (ad interim)
 Noel Cantwell
- 1987-1988  Noel Cantwell
- 1988-1989  Mick Jones
 Dave Booth (ad interim)
 Mark Lawrenson
- 1989-1990  Mark Lawrenson
- 1990-1991  Mark Lawrenson
 Dave Booth
 Chris Turner
- 1991-1992  Chris Turner
- 1992-1993  Chris Turner (ad interim)
 Lil Fuccillo
- 1993-1994  Lil Fuccillo
 Chris Turner
- 1994-1995  John Still
- 1995-1996  John Still
 Mick Halsall
- 1996-2005  Barry Fry
- 2005-2006  Mark Wright
 Steve Bleasdale
 Barry Fry (ad interim)
- 2006-2007  Keith Alexander
 Tommy Taylor (ad interim)
 Darren Ferguson
- 2007-2009  Darren Ferguson
- 2009-2010  Darren Ferguson
 Mark Cooper
 Jim Gannon
 Gary Johnson
- 2010-2011  Gary Johnson
 David Oldfield (ad interim)
 Darren Ferguson
- 2011-2014  Darren Ferguson
- 2014-2015  Darren Ferguson
 Dave Robertson
- 2015-2016  Dave Robertson 
 Grant McCann (ad interim)
 Graham Westley
 Grant McCann
- 2016-2017  Grant McCann
- 2017-2018  Grant McCann
 David Oldfield (ad interim)
 Steve Evans
- 2018-2019  Steve Evans
 Darren Ferguson
- 2019-2021  Darren Ferguson
- 2021-2023  Darren Ferguson
 Matthew Etherington (ad interim)
 Grant McCann
- 2023-  Darren Ferguson

## Palmarès

### Competizioni nazionali
- Campionato inglese di quarta divisione: 2

1960-1961, 1973-1974
- Football League Trophy: 3

2013-2014, 2023-2024,  2024-2025

### Competizioni regionali
- Midland League: 6

1940, 1956, 1957, 1958, 1959, 1960
- Northamptonshire Senior Cup: 31

### Altri piazzamenti
- Football League One:

Secondo posto: 2008-2009, 2020-2021
Vittoria play-off: 1991-1992
- Campionato inglese di quarta divisione:

Secondo posto: 2007-2008
Promozione: 1990-1991
Vittoria play-off: 1999-2000

## Organico

### Rosa 2024-2025
Rosa aggiornata al 15 dicembre 2024.
| N. |                             | Ruolo | Calciatore         |
| -- | --------------------------- | ----- | ------------------ |
| 1  | Australia (bandiera)        | P     | Nicholas Bilokapic |
| 2  | Irlanda (bandiera)          | D     | Sam Curtis         |
| 3  | Inghilterra (bandiera)      | D     | Rio Adebisi        |
| 4  | Inghilterra (bandiera)      | C     | Archie Collins     |
| 5  | Svezia (bandiera)           | D     | Oscar Wallin       |
| 7  | Inghilterra (bandiera)      | C     | Malik Mothersille  |
| 8  | Inghilterra (bandiera)      | C     | Ryan de Havilland  |
| 9  | Irlanda del Nord (bandiera) | C     | Chris Conn-Clarke  |
| 10 | Inghilterra (bandiera)      | C     | Abraham Odoh       |
| 11 | Ghana (bandiera)            | C     | Kwame Poku         |
| 13 | Inghilterra (bandiera)      | P     | Will Blackmore     |
| 14 | Inghilterra (bandiera)      | C     | Joel Randall       |
| 15 | Galles (bandiera)           | D     | George Nevett      |

| N. |                        | Ruolo | Calciatore          |
| -- | ---------------------- | ----- | ------------------- |
| 17 | Inghilterra (bandiera) | A     | Ricky-Jade Jones    |
| 18 | Inghilterra (bandiera) | A     | Malik Mothersille   |
| 20 | Inghilterra (bandiera) | D     | Emmanuel Fernandez  |
| 21 | Inghilterra (bandiera) | D     | Jack Sparkes        |
| 22 | Cipro (bandiera)       | C     | Hector Kyprianou    |
| 27 | Inghilterra (bandiera) | C     | Jadel Katongo       |
| 31 | Inghilterra (bandiera) | P     | Jed Steer           |
| 33 | Inghilterra (bandiera) | D     | James Dornelly      |
| 34 | Inghilterra (bandiera) | D     | Harley Mills        |
| 35 | Inghilterra (bandiera) | C     | Donay O'Brien-Brady |
| 37 | Inghilterra (bandiera) | D     | Emmanuel Fernandez  |
| 48 | Inghilterra (bandiera) | A     | Bradley Ihionvien   |

### Rosa 2023-2024
Rosa aggiornata al 4 dicembre 2023.
| N. |                        | Ruolo | Calciatore           |
| -- | ---------------------- | ----- | -------------------- |
| 1  | Australia (bandiera)   | P     | Nicholas Bilokapic   |
| 2  | Inghilterra (bandiera) | D     | Jadel Katongo        |
| 3  | Inghilterra (bandiera) | D     | Harrison Burrows     |
| 4  | Inghilterra (bandiera) | D     | Ronnie Edwards       |
| 5  | Inghilterra (bandiera) | D     | Josh Knight          |
| 6  | Inghilterra (bandiera) | D     | Romoney Crichlow     |
| 7  | Camerun (bandiera)     | C     | Jeando Fuchs         |
| 8  | Inghilterra (bandiera) | C     | Ryan de Havilland    |
| 9  | Giamaica (bandiera)    | A     | Jonson Clarke-Harris |
| 10 | Inghilterra (bandiera) | A     | Ephron Mason-Clark   |
| 11 | Ghana (bandiera)       | C     | Kwame Poku           |
| 13 | Inghilterra (bandiera) | P     | Will Blackmore       |
| 14 | Inghilterra (bandiera) | C     | Joel Randall         |
| 15 | Inghilterra (bandiera) | D     | Zak Sturge           |
| 16 | Inghilterra (bandiera) | C     | David Ajiboye        |
| 17 | Inghilterra (bandiera) | A     | Ricky-Jade Jones     |
| 18 | Inghilterra (bandiera) | A     | Malik Mothersille    |
| 20 | Inghilterra (bandiera) | D     | Emmanuel Fernandez   |

| N. |                        | Ruolo | Calciatore          |
| -- | ---------------------- | ----- | ------------------- |
| 22 | Cipro (bandiera)       | C     | Hector Kyprianou    |
| 23 | Spagna (bandiera)      | C     | Kai Corbett         |
| 24 | Inghilterra (bandiera) | D     | Charlie O'Connell   |
| 25 | Inghilterra (bandiera) | P     | Fynn Talley         |
| 27 | Inghilterra (bandiera) | C     | Archie Collins      |
| 28 | Inghilterra (bandiera) | A     | Jacob Wakeling      |
| 30 | Irlanda (bandiera)     | D     | Jeando Fuchs        |
| 33 | Inghilterra (bandiera) | P     | Jake West           |
| 34 | Inghilterra (bandiera) | C     | Harry Titchmarsh    |
| 35 | Inghilterra (bandiera) | C     | Donay O'Brien-Brady |
| 36 | Inghilterra (bandiera) | D     | James Dornelly      |
| 37 | Inghilterra (bandiera) | D     | Harley Mills        |
| 38 | Inghilterra (bandiera) | A     | Gabriel Overton     |
| 39 | Inghilterra (bandiera) | D     | Joe Toynton         |
| 40 | Inghilterra (bandiera) | C     | George Holley       |
| 41 | Inghilterra (bandiera) | D     | Noah Freeman        |
| 42 | Inghilterra (bandiera) | C     | Max Beech           |
| 43 | Inghilterra (bandiera) | C     | Will Van Lier       |

### Rosa 2022-2023
Rosa aggiornata al 28 gennaio 2023.
| N. |                        | Ruolo | Calciatore           |
| -- | ---------------------- | ----- | -------------------- |
| 1  | Inghilterra (bandiera) | P     | Christy Pym          |
| 2  | Inghilterra (bandiera) | D     | Ronnie Edwards       |
| 3  | Inghilterra (bandiera) | C     | Dan Butler           |
| 4  | Inghilterra (bandiera) | C     | Nathan Thompson      |
| 5  | Inghilterra (bandiera) | D     | Mark Beevers         |
| 6  | Inghilterra (bandiera) | C     | Frankie Kent         |
| 7  | Irlanda (bandiera)     | C     | Sammie Szmodics      |
| 8  | Irlanda (bandiera)     | C     | Jack Taylor          |
| 9  | Inghilterra (bandiera) | A     | Jonson Clarke-Harris |
| 10 | Scozia (bandiera)      | A     | Siriki Dembélé       |
| 11 | Inghilterra (bandiera) | C     | Jorge Grant          |
| 12 | Inghilterra (bandiera) | C     | Josh Knight          |
| 13 | Galles (bandiera)      | P     | David Cornell        |
| 14 | Inghilterra (bandiera) | A     | Jack Marriott        |

| N. |                        | Ruolo | Calciatore       |
| -- | ---------------------- | ----- | ---------------- |
| 15 | Ghana (bandiera)       | C     | Kwame Poku       |
| 16 | Inghilterra (bandiera) | C     | Harrison Burrows |
| 17 | Inghilterra (bandiera) | A     | Ricky-Jade Jones |
| 18 | Grenada (bandiera)     | C     | Oliver Norburn   |
| 19 | Inghilterra (bandiera) | C     | Idris Kanu       |
| 20 | Irlanda (bandiera)     | C     | Conor Coventry   |
| 21 | Scozia (bandiera)      | D     | Joe Tomlinson    |
| 23 | Inghilterra (bandiera) | C     | Joe Ward         |
| 25 | Ungheria (bandiera)    | P     | Dániel Gyollai   |
| 26 | Inghilterra (bandiera) | C     | Joel Randall     |
| 27 | Inghilterra (bandiera) | C     | Kyle Baker       |
| 28 | Inghilterra (bandiera) | P     | Will Blackmore   |
| 42 | Camerun (bandiera)     | C     | Jeando Fuchs     |
|    | Inghilterra (bandiera) | C     | Kai Corbett      |

### Rosa 2021-2022
Rosa aggiornata al 2 gennaio 2022.
| N. |                        | Ruolo | Calciatore           |
| -- | ---------------------- | ----- | -------------------- |
| 1  | Inghilterra (bandiera) | P     | Christy Pym          |
| 2  | Inghilterra (bandiera) | D     | Ronnie Edwards       |
| 3  | Inghilterra (bandiera) | C     | Dan Butler           |
| 4  | Inghilterra (bandiera) | C     | Nathan Thompson      |
| 5  | Inghilterra (bandiera) | D     | Mark Beevers         |
| 6  | Inghilterra (bandiera) | C     | Frankie Kent         |
| 7  | Irlanda (bandiera)     | C     | Sammie Szmodics      |
| 8  | Irlanda (bandiera)     | C     | Jack Taylor          |
| 9  | Inghilterra (bandiera) | A     | Jonson Clarke-Harris |
| 10 | Scozia (bandiera)      | A     | Siriki Dembélé       |
| 11 | Inghilterra (bandiera) | C     | Jorge Grant          |
| 12 | Inghilterra (bandiera) | C     | Josh Knight          |
| 13 | Galles (bandiera)      | P     | David Cornell        |
| 14 | Inghilterra (bandiera) | A     | Jack Marriott        |
| 15 | Ghana (bandiera)       | C     | Kwame Poku           |

| N. |                         | Ruolo | Calciatore       |
| -- | ----------------------- | ----- | ---------------- |
| 16 | Inghilterra (bandiera)  | C     | Harrison Burrows |
| 17 | Inghilterra (bandiera)  | A     | Ricky-Jade Jones |
| 18 | Grenada (bandiera)      | C     | Oliver Norburn   |
| 19 | Sierra Leone (bandiera) | C     | Idris Kanu       |
| 20 | Irlanda (bandiera)      | C     | Conor Coventry   |
| 21 | Scozia (bandiera)       | D     | Joe Tomlinson    |
| 23 | Inghilterra (bandiera)  | C     | Joe Ward         |
| 24 | Inghilterra (bandiera)  | D     | Bali Mumba       |
| 25 | Ungheria (bandiera)     | P     | Dániel Gyollai   |
| 26 | Inghilterra (bandiera)  | C     | Joel Randall     |
| 27 | Inghilterra (bandiera)  | C     | Kyle Baker       |
| 28 | Inghilterra (bandiera)  | P     | Will Blackmore   |
| 42 | Camerun (bandiera)      | C     | Jeando Fuchs     |
|    | Inghilterra (bandiera)  | C     | Kai Corbett      |

### Rosa 2020-2021
Rosa aggiornata all'8 dicembre 2020.
| N. |                        | Ruolo | Calciatore           |
| -- | ---------------------- | ----- | -------------------- |
| 1  | Inghilterra (bandiera) | P     | Christy Pym          |
| 2  | Inghilterra (bandiera) | D     | Ronnie Edwards       |
| 3  | Inghilterra (bandiera) | C     | Dan Butler           |
| 4  | Inghilterra (bandiera) | C     | Nathan Thompson      |
| 5  | Inghilterra (bandiera) | D     | Mark Beevers         |
| 6  | Inghilterra (bandiera) | C     | Frankie Kent         |
| 7  | Sudan (bandiera)       | A     | Mo Eisa              |
| 8  | Irlanda (bandiera)     | C     | Jack Taylor          |
| 9  | Inghilterra (bandiera) | A     | Jonson Clarke-Harris |
| 10 | Scozia (bandiera)      | A     | Siriki Dembélé       |
| 11 | Galles (bandiera)      | C     | Ryan Broom           |
| 12 | Inghilterra (bandiera) | C     | Reece Brown          |
| 13 | Ungheria (bandiera)    | P     | Dániel Gyollai       |
| 14 | Inghilterra (bandiera) | C     | Louis Reed           |
| 15 | Inghilterra (bandiera) | C     | Sammie Szmodics      |

| N. |                        | Ruolo | Calciatore         |
| -- | ---------------------- | ----- | ------------------ |
| 16 | Inghilterra (bandiera) | C     | Harrison Burrows   |
| 17 | Inghilterra (bandiera) | A     | Ricky-Jade Jones   |
| 18 | Inghilterra (bandiera) | C     | Frazer Blake-Tracy |
| 19 | Inghilterra (bandiera) | C     | Idris Kanu         |
| 20 | Azerbaigian (bandiera) | C     | Serhat Taşdemir    |
| 22 | Scozia (bandiera)      | C     | Ethan Hamilton     |
| 23 | Inghilterra (bandiera) | C     | Joe Ward           |
| 24 | Inghilterra (bandiera) | D     | Niall Mason        |
| 25 | Scozia (bandiera)      | D     | Jason Naismith     |
| 26 | Scozia (bandiera)      | C     | Flynn Clarke       |
| 28 | Inghilterra (bandiera) | D     | Bobby Copping      |
| 32 | Inghilterra (bandiera) | P     | Will Blackmore     |
| 34 | Inghilterra (bandiera) | C     | Archie Jones       |
| 35 | Inghilterra (bandiera) | A     | Bradley Rolt       |

### Rosa 2019-2020
Rosa aggiornata all'11 gennaio 2020.
| N. |                        | Ruolo | Calciatore      |
| -- | ---------------------- | ----- | --------------- |
| 1  | Inghilterra (bandiera) | P     | Christy Pym     |
| 3  | Inghilterra (bandiera) | D     | Dan Butler      |
| 4  | Inghilterra (bandiera) | C     | Alex Woodyard   |
| 5  | Inghilterra (bandiera) | D     | Mark Beevers    |
| 6  | Inghilterra (bandiera) | C     | Frankie Kent    |
| 7  | Sudan (bandiera)       | A     | Mo Eisa         |
| 8  | Inghilterra (bandiera) | D     | Josh Knight     |
| 9  | Inghilterra (bandiera) | C     | Sammie Szmodics |
| 10 | Scozia (bandiera)      | C     | Siriki Dembélé  |
| 11 | Inghilterra (bandiera) | C     | Marcus Maddison |
| 12 | Inghilterra (bandiera) | C     | Reece Brown     |
| 14 | Inghilterra (bandiera) | C     | Louis Reed      |
| 15 | Inghilterra (bandiera) | D     | Nathan Thompson |
| 16 | Inghilterra (bandiera) | D     | Rhys Bennett    |

| N. |                        | Ruolo | Calciatore         |
| -- | ---------------------- | ----- | ------------------ |
| 17 | Inghilterra (bandiera) | A     | Ivan Toney         |
| 18 | Inghilterra (bandiera) | C     | Frazer Blake-Tracy |
| 20 | Azerbaigian (bandiera) | C     | Serhat Tasdemir    |
| 21 | Scozia (bandiera)      | C     | George Boyd        |
| 23 | Inghilterra (bandiera) | C     | Joe Ward           |
| 24 | Inghilterra (bandiera) | D     | Niall Mason        |
| 25 | Irlanda (bandiera)     | P     | Conor O'Malley     |
| 26 | Inghilterra (bandiera) | P     | Aaron Chapman      |
| 27 | Inghilterra (bandiera) | C     | Idris Kanu         |
| 30 | Inghilterra (bandiera) | D     | Sam Cartwright     |
| 32 | Inghilterra (bandiera) | C     | Harrison Burrows   |
|    | Inghilterra (bandiera) | D     | Bobby Copping      |
|    | Inghilterra (bandiera) | C     | Jack Taylor        |

### Rosa 2017-2018
Rosa aggiornata al 2 febbraio 2018.
| N. |                        | Ruolo | Calciatore      |
| -- | ---------------------- | ----- | --------------- |
| 1  | Inghilterra (bandiera) | P     | Jonathan Bond   |
| 2  | Galles (bandiera)      | D     | Liam Shephard   |
| 3  | Galles (bandiera)      | D     | Andrew Hughes   |
| 5  | Inghilterra (bandiera) | D     | Ryan Tafazolli  |
| 6  | Inghilterra (bandiera) | D     | Jack Baldwin    |
| 7  | Galles (bandiera)      | C     | Gwion Edwards   |
| 8  | Irlanda (bandiera)     | C     | Chris Forrester |
| 10 | Inghilterra (bandiera) | A     | Danny Lloyd     |
| 11 | Inghilterra (bandiera) | C     | Marcus Maddison |
| 14 | Inghilterra (bandiera) | A     | Jack Marriott   |
| 15 | Inghilterra (bandiera) | C     | Joe Ward        |
| 16 | Inghilterra (bandiera) | A     | Junior Morias   |
| 17 | Inghilterra (bandiera) | D     | Alex Penny      |
| 18 | Portogallo (bandiera)  | C     | Leonardo Lopes  |

| N. |                        | Ruolo | Calciatore        |
| -- | ---------------------- | ----- | ----------------- |
| 19 | Inghilterra (bandiera) | C     | Idris Kanu        |
| 20 | Galles (bandiera)      | C     | Michael Doughty   |
| 21 | Inghilterra (bandiera) | A     | Jermaine Anderson |
| 24 | Inghilterra (bandiera) | P     | Josh Tibbetts     |
| 25 | Irlanda (bandiera)     | P     | Conor O'Malley    |
| 26 | Inghilterra (bandiera) | A     | Omar Bogle        |
| 27 | Inghilterra (bandiera) | D     | Steven Taylor     |
| 32 | Inghilterra (bandiera) | D     | Lewis Freestone   |
| 33 | Inghilterra (bandiera) | A     | Morgan Penfold    |
| 37 | Inghilterra (bandiera) | C     | George Cooper     |
| 38 | Malta (bandiera)       | C     | Andrea Borg       |
| 42 | Inghilterra (bandiera) | C     | Anthony Grant     |
|    | Scozia (bandiera)      | A     | Jason Cummings    |

### Rosa 2016-2017
Rosa aggiornata al 1 settembre 2016.
| N. |                             | Ruolo | Calciatore       |
| -- | --------------------------- | ----- | ---------------- |
| 1  | Inghilterra (bandiera)      | P     | Luke McGee       |
| 2  | Irlanda del Nord (bandiera) | D     | Michael Smith    |
| 3  | Galles (bandiera)           | D     | Andrew Hughes    |
| 4  | Inghilterra (bandiera)      | D     | Michael Bostwick |
| 5  | Inghilterra (bandiera)      | D     | Ryan Tafazolli   |
| 6  | Inghilterra (bandiera)      | D     | Jack Baldwin     |
| 7  | Galles (bandiera)           | C     | Gwion Edwards    |
| 8  | Irlanda (bandiera)          | C     | Chris Forrester  |
| 9  | Inghilterra (bandiera)      | A     | Lee Angol        |
| 10 | Inghilterra (bandiera)      | A     | Paul Taylor      |
| 11 | Inghilterra (bandiera)      | C     | Marcus Maddison  |
| 12 | Portogallo (bandiera)       | D     | Ricardo Santos   |
| 14 | Inghilterra (bandiera)      | P     | Mark Tyler       |

| N. |                        | Ruolo | Calciatore             |
| -- | ---------------------- | ----- | ---------------------- |
| 15 | Inghilterra (bandiera) | A     | Jermaine Anderson      |
| 16 | Australia (bandiera)   | C     | Brad Inman             |
| 17 | Inghilterra (bandiera) | A     | Shaq Coulthirst        |
| 18 | Portogallo (bandiera)  | C     | Leo Da Silva Lopes     |
| 20 | Inghilterra (bandiera) | D     | Hayden White           |
| 21 | Inghilterra (bandiera) | A     | Tom Nichols            |
| 22 | Inghilterra (bandiera) | A     | Adil Nabi              |
| 23 | Inghilterra (bandiera) | C     | Callum Chettle         |
| 28 | Inghilterra (bandiera) | A     | Matty Stevens          |
| 29 | Inghilterra (bandiera) | D     | Jerome Binnom-Williams |
| 30 | Inghilterra (bandiera) | C     | Nathan Oduwa           |
| 38 | Inghilterra (bandiera) | C     | George Moncur          |

### Rosa 2015-2016
Rosa aggiornata al 2 marzo 2016.
| N. |                             | Ruolo | Calciatore        |
| -- | --------------------------- | ----- | ----------------- |
| 1  | Inghilterra (bandiera)      | P     | Ben Alnwick       |
| 2  | Irlanda del Nord (bandiera) | D     | Michael Smith     |
| 3  | Sudafrica (bandiera)        | D     | Kgosi Ntlhe       |
| 5  | RD del Congo (bandiera)     | D     | Gabriel Zakuani   |
| 6  | Inghilterra (bandiera)      | C     | Michael Bostwick  |
| 7  | Inghilterra (bandiera)      | C     | Jon Taylor        |
| 8  | Inghilterra (bandiera)      | C     | Michael Bostwick  |
| 10 | Inghilterra (bandiera)      | C     | Erhun Oztumer     |
| 11 | Inghilterra (bandiera)      | C     | Marcus Maddison   |
| 12 | Portogallo (bandiera)       | D     | Ricardo Santos    |
| 15 | Inghilterra (bandiera)      | A     | Jermaine Anderson |
| 16 | Inghilterra (bandiera)      | C     | Harry Beautyman   |

| N. |                             | Ruolo | Calciatore            |
| -- | --------------------------- | ----- | --------------------- |
| 18 | Inghilterra (bandiera)      | C     | Andrew Fox            |
| 19 | Irlanda del Nord (bandiera) | C     | Joe Gormley           |
| 21 | Inghilterra (bandiera)      | A     | Tom Nichols           |
| 22 | Portogallo (bandiera)       | C     | Leo Da Silva Lopes    |
| 24 | Inghilterra (bandiera)      | A     | Lee Angol             |
| 33 | Irlanda (bandiera)          | C     | Christopher Forrester |
| 36 | Norvegia (bandiera)         | C     | Martin Samuelsen      |
| 37 | Inghilterra (bandiera)      | A     | Jordan Nicholson      |
| 39 | Inghilterra (bandiera)      | A     | Shaq Coulthirst       |
| 42 | Inghilterra (bandiera)      | A     | Adil Nabi             |
| 50 | Inghilterra (bandiera)      | D     | Harry Toffolo         |

### Rosa 2014-2015
Rosa aggiornata al 2 settembre 2014.
| N. |                             | Ruolo | Calciatore       |
| -- | --------------------------- | ----- | ---------------- |
| 2  | Irlanda del Nord (bandiera) | D     | Michael Smith    |
| 3  | Sudafrica (bandiera)        | D     | Kgosi Ntlhe      |
| 4  | Inghilterra (bandiera)      | D     | Shaun Brisley    |
| 5  | Inghilterra (bandiera)      | D     | Jack Baldwin     |
| 6  | Inghilterra (bandiera)      | C     | Michael Bostwick |
| 7  | Inghilterra (bandiera)      | C     | Jon Taylor       |
| 8  | Inghilterra (bandiera)      | C     | Jack Payne       |
| 9  | Inghilterra (bandiera)      | A     | Luke James       |
| 10 | Inghilterra (bandiera)      | C     | Erhun Oztumer    |
| 11 | Irlanda del Nord (bandiera) | C     | Grant McCann     |
| 12 | Inghilterra (bandiera)      | A     | Kyle Vassell     |
| 14 | Inghilterra (bandiera)      | A     | Conor Washington |

| N. |                         | Ruolo | Calciatore             |
| -- | ----------------------- | ----- | ---------------------- |
| 15 | Inghilterra (bandiera)  | A     | Jermaine Anderson      |
| 16 | Inghilterra (bandiera)  | C     | Tom Conlon             |
| 17 | Inghilterra (bandiera)  | C     | Joe Newell             |
| 18 | Irlanda (bandiera)      | C     | Kane Ferdinand         |
| 19 | Inghilterra (bandiera)  | C     | Nathaniel Mendez-Laing |
| 20 | Irlanda (bandiera)      | C     | Kenneth McEvoy         |
| 21 | Inghilterra (bandiera)  | D     | Christian Burgess      |
| 22 | Portogallo (bandiera)   | D     | Ricardo Santos         |
| 23 | Inghilterra (bandiera)  | A     | Tyron Barnett          |
| 25 | RD del Congo (bandiera) | D     | Gabriel Zakuani        |
| 27 | Inghilterra (bandiera)  | P     | Ben Alnwick            |
| 30 | Inghilterra (bandiera)  | C     | Marcus Maddison        |